# 摩洛哥迪尔汗
迪爾汗（阿拉伯語：‎，或譯迪拉姆）是摩洛哥的流通貨幣。輔幣單位為生丁（阿拉伯语：‎，羅馬化：santīm），1迪爾汗=100生丁。

## 流通中的貨幣

### 硬幣

摩洛哥的其中八款流通硬幣。

- 1 分
  - 正面：摩洛哥国徽、國家名稱
  - 背面：捕魚
- 5 分
  - 正面：摩洛哥国徽、國家名稱
  - 背面：漁網下的魚
- 10 分
  - 正面：摩洛哥国徽、國家名稱
  - 背面：藏紅花的花朵、蜜蜂
- 20 分
  - 正面：摩洛哥国徽、國家名稱
  - 背面：Fibule 設計
- ½ 迪尔汗
  - 正面：摩洛哥国徽、國家名稱
  - 背面：通信和新技術的象徵
- 1 迪尔汗
  - 正面：穆罕默德六世
  - 背面：摩洛哥国徽、國家名稱
- 2 迪尔汗
  - 正面：穆罕默德六世
  - 背面：摩洛哥国徽、國家名稱
- 5 迪尔汗
  - 正面：穆罕默德六世
  - 背面：摩洛哥国徽、國家名稱
- 10 迪尔汗
  - 正面：穆罕默德六世
  - 背面：摩洛哥国徽、國家名稱

### 紙幣
- 20 迪尔汗
- 50 迪尔汗
- 100 迪尔汗
- 200 迪尔汗

## 外部連結
- 唐的世界硬币画廊：Morocco
- 罗恩·怀斯的世界纸币：Morocco 镜像网站
- 现代金融系统表格－库尔特·舒勒制作：Morocco 镜像网站
- Sahara 镜像网站
- 环球货币历史：Morocco
- 环球货币历史：Western Sahara
- 《环球金融资料》系列：Morocco Dirham
- 《环球金融资料》货币历史表格（ 微软试算表格式）